# Homalotylus formosus
Homalotylus formosus är en stekelart som beskrevs av Anis och Hayat 1998. Homalotylus formosus ingår i släktet Homalotylus och familjen sköldlussteklar. Inga underarter finns listade i Catalogue of Life.